# Johann Lorenz Bausch

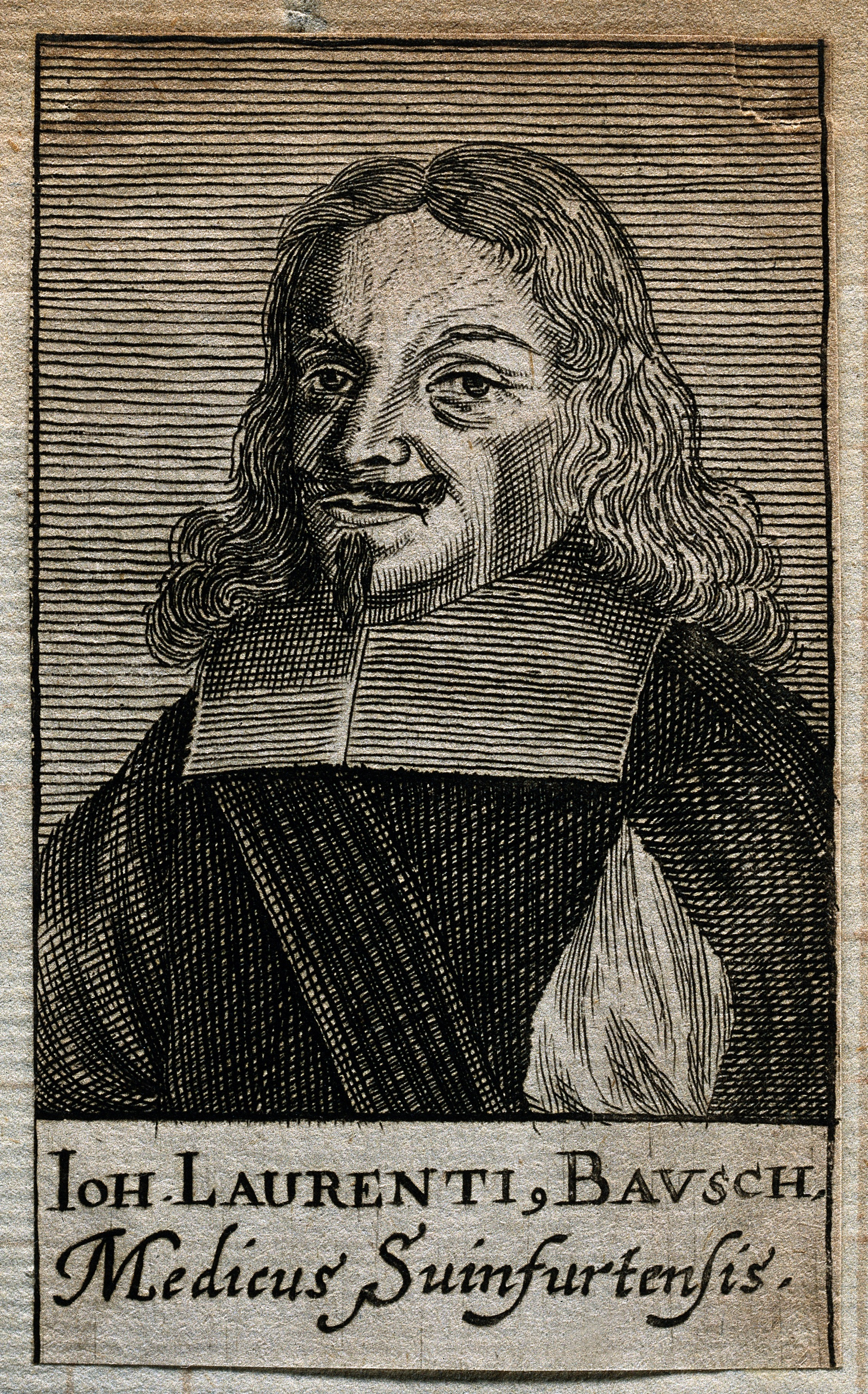
Johann Lorenz Bausch, Stich von 1688

Johann Lorenz Bausch (gelegentlich auch teillatinisiert Johann(es) Laurentius Bausch; * 30. September 1605 in Schweinfurt; † 17. November 1665 ebenda) war ein deutscher Mediziner (Stadtphysicus) in Schweinfurt, Spitalarzt sowie Mitbegründer und erster Präsident der Leopoldina, der heutigen Nationalen Akademie der Wissenschaften.

## Leben
Bausch stammt aus einer seit 1567 in Schweinfurt ansässigen Familie aus Kaltennordheim im fränkischen Thüringen. Er war der Sohn des Schweinfurter Stadtphysikus und Stadtrats Leonhard Bausch (1574–1636) und dessen erster Ehefrau Barbara Büttner († 1612).
Er ging auf die Lateinschule in Schweinfurt, anschließend besuchte er von 1615 bis 1621 das Hennebergische Gymnasium „Georg Ernst“ in Schleusingen. Nach darauf folgendem, gemeinsam mit seinem jüngeren Bruder Johann Heinrich absolviertem Privatunterricht im Hause des Vaters am Roßmarkt studierte Johann Lorenz ab 1623 an den Universitäten Jena, Marburg (ab 1626) sowie ab 1628 in Padua Medizin und schloss dieses Studium auch erfolgreich ab. Im Anschluss unternahm er in den Jahren 1626 bis 1628 seine Grand Tour durch Italien.
Wieder zurück in Deutschland studierte er in der freien Reichsstadt Altdorf an der dortigen Universität, wo er 1630 mit einer Dissertation „Über die Schwindsucht“ promoviert wurde. Er ließ sich nun in Schweinfurt als praktischer Arzt nieder. Am 9. November 1630 heiratete er die fünfzehnjährige Anna Margaretha Prückner, eine Tochter des Schweinfurter Ratsadvokaten Paulus Prückner. 1632 kam Gustav Adolf nach der gewonnenen Schlacht von Breitenfeld nach Schweinfurt und Bausch trat in dessen Dienste. Nach der Schlacht von Lützen diente der 26-jährige Protestant dem Herzog Bernhard von Weimar. Von April 1632 bis Oktober 1634 war Bausch (als Nachfolger des 1631 gestorbenen Johann Georg Wassermann) als erster protestantischer Arzt (Medicus Ordinarius) am Würzburger Juliusspital. Nach der Schwedenherrschaft arbeitete er wieder als praktischer Arzt in Schweinfurt. Sein Nachfolger am Juliusspital wurde 1636 Arnold Streng (gestorben 1667). Wenig später berief man Bausch als Nachfolger seines Vaters zum Stadtmedicus bzw. Stadtphysicus und als solcher wurde er auch in den Rat der Stadt gewählt.
Zusammen mit seinen Kollegen Johann Michael Fehr, Georg Balthasar Metzger und Georg Balthasar Wohlfahrt gründete Bausch am 1. Januar 1652 (Matrikel-Nr. 1) mit dem Beinamen Jason I. in Schweinfurt die Academia Naturae Curiosorum, die heutige Deutsche Akademie der Naturforscher Leopoldina. Sie ist eine der ersten naturwissenschaftlichen Vereinigungen in Europa und die älteste bis heute bestehende Akademie der Welt. Vom Gründungstag bis an sein Lebensende leitete Bausch die von ihm initiierte Gesellschaft als ihr erster Präsident. In seiner Eigenschaft als Mitglied der Gesellschaft nannte sich Bausch Jason I. Derartige Gesellschaftsnamen waren zu dieser Zeit allgemein üblich und gerieten erst in der Mitte des 19. Jahrhunderts aus der Mode.
1668 erschien von Bausch (unter Beteiligung von Johann Michael Fehr, Philipp Jakob Sachs von Löwenheim u. a.) die Schrift Schediasma Posthumum De Coeruleo & Chrysocolla in Jena bei Trescher (Bibliopolae Vratislav).
Seine vom Vater bereits begründete und von Johann Bausch systematisch ausgebaute Gelehrtenbibliothek, die seine Erben 1813 der Stadt Schweinfurt stifteten, ist heute in der Bibliothek Otto Schäfer aufgestellt.